# Gisinurus
Genre
Gisinurus est un genre de collemboles de la famille des Sminthuridae.

## Liste des espèces
Selon Checklist of the Collembola of the World (version du 18 août 2019) :
- Gisinurus malatestai Dallai, 1970
- Gisinurus orenensis Bretfeld, 2000

## Étymologie
Ce genre est nommé en l'honneur de Hermann Gisin.

## Publication originale
- Dallai, 1970 : Investigations on Collembola. 10. Examination of the cuticle in some species of the tribe Sminthurini Bomer, 1913, by means of the scanning electron microscope. Monitore Zoologico Italiano - Italian Journal of Zoology, vol. 4, no 1, p. 41-53.